# Malá Domaša
Malá Domaša es un municipio del distrito de Vranov nad Topľou, en la región de Prešov, Eslovaquia. Según el censo de 2021, tiene una población de 639 habitantes.
Está ubicado en el centro-sur de la región, cerca del río Topľa (cuenca hidrográfica del río Tisza) y de la frontera con la región de Košice.

## Demografía
| Año        | 1994 | 2004     | 2014     | 2024     |
| ---------- | ---- | -------- | -------- | -------- |
| Población  | 409  | 451      | 508      | 706      |
| Diferencia |      | +10,26 % | +12,63 % | +38,97 % |

| Año        | 2023 | 2024    |
| ---------- | ---- | ------- |
| Población  | 691  | 706     |
| Diferencia |      | +2,17 % |